# Irene Guerrero de Luna
Irene Texidor Mendo (Madrid, 18 de mayo de 1911-Madrid, 23 de marzo de 1996), conocida como Irene Guerrero de Luna, fue una actriz de doblaje española.

## Carrera
Fue la primera actriz de doblaje en España.
Contrajo matrimonio el 17 de junio de 1929, en la parroquia de San Miguel, en Vitoria con el actor Félix Fernández.
Debutó en el teatro con trece años y no empezó en el doblaje hasta 1932 en Entre la espada y la pared en Joinville en París.
Su primer papel protagonista fue poniéndole voz a Carole Lombard en El diablo en lo profundo.
Ha doblado a actrices como Bette Davis, Marlene Dietrich, Claudette Colbert y Tallulah Bankhead.
En televisión ha puesto voz a Sophia Petrillo (Estelle Getty) en Las chicas de oro y Costance Patterson (Barbara Stanwyck) en Dinastía. También puso voz a personajes animados como la abuela de Pedro en Heidi y la abuela Ethyl Phillips en Dinosaurios.